# Плутарх Византийски
Плутарх (на гръцки: Πλούταρχος) е епископ на Византион в период от шестнайсет години (89 – 105), наследник на Поликарп I. Когато почива, е погребан в църквата в Аргиропол също като предшествениците си. Преследването на християните от император Траян се състои през 98 година по времето на Плутарх.